# Urocitellus beldingi
Urocitellus beldingi е вид гризач от семейство Катерицови (Sciuridae). Видът не е застрашен от изчезване.

## Разпространение и местообитание
Разпространен е в САЩ (Айдахо, Калифорния, Невада, Орегон и Юта).
Обитава гористи местности, места със суха почва, планини, възвишения, склонове, каньони, ливади, пасища и езера.

## Описание
На дължина достигат до 23,6 cm, а теглото им е около 272,5 g. Имат телесна температура около 35,5 °C.
Популацията на вида е стабилна.